# Laura de Zwart
Laura de Zwart (* 19. März 1999 in Gorinchem, Niederlande) ist eine niederländische Volleyballspielerin auf der Mittelblockposition, die seit der Saison 2024/25 bei Sliedrecht Sport unter Vertrag steht.

## Karriere
De Zwart wuchs in Groot-Ammers auf. Sie begann im Alter von acht Jahren mit dem Volleyballspielen und durchlief die Jugendmannschaften von Groot Ammerse VC WIK, ehe sie 2015 zum Talent Team Papendal Arnhem wechselte. Dort war die Mittelblockerin bis 2018 aktiv. In dieser Zeit kam sie auch für die Jugendnationalteams des Landes zum Einsatz. Seit 2017 gehört sie zudem zum erweiterten Kreis des niederländischen Frauenvolleyballnationalteams. Mit diesem sammelte sie u. a. bei der Volleyball-Europameisterschaft der Frauen 2017, wo die Mannschaft die Silbermedaille gewinnen konnte, internationale Erfahrungen. In der Saison 2017/18 fiel sie, aufgrund von Meniskusoperationen an beiden Knien, verletzungsbedingt aus und kam deshalb nicht zum Einsatz. Zur Saison 2018/19 wechselte sie zu Eurosped TopVolleybal Twente.
Im Mai 2019 gab der Dresdner SC die Verpflichtung von Laura de Zwart bekannt. In Dresden, wo sie den Mittelblock um Ivana Mrdak und Camilla Weitzel verstärken sollte, unterzeichnete sie einen Zweijahresvertrag. Mit dem Verein gelang ihr der Gewinn des DVV-Pokals 2019/20. Ende Juni 2020 wurde ihr Vertrag in Dresden im beiderseitigen Einvernehmen vorzeitig aufgelöst, es folgte ein Wechsel von de Zwart zum Bundesligakonkurrenten VfB Suhl LOTTO Thüringen. Bei den Thüringern stand de Zwart zwei Saisons lang unter Vertrag. In der Saison 2020/21 erreichten die Suhlerinnen Platz fünf in der Hauptrunde, scheiterten im Play-off-Viertelfinale gegen Schwerin. Nach Platz sechs in der Hauptrunde der Saison 2021/22 und dem erneuten Scheitern im Play-off-Viertelfinale – dieses Mal gegen den SC Potsdam –, unterzeichnete sie für die Saison 2022/23 einen Vertrag bei den Rote Raben Vilsbiburg. Aufgrund einer Krebsdiagnose kam sie jedoch für die Vilsbiburgerinnen nicht zum Einsatz, musste ihre Karriere unterbrechen.
Zur Saison 2024/25 kehrte sie in den Leistungssportbetrieb zurück und unterzeichnete einen Einjahresvertrag beim niederländischen Erstligisten Sliedrecht Sport.